# Rocky IV
Rocky IV è un film del 1985 scritto, diretto e interpretato da Sylvester Stallone.
È il terzo sequel del fortunato Rocky del 1976, prodotto da Robert Chartoff e Irwin Winkler.
Girato durante gli anni centrali della Guerra fredda, questo episodio della saga ha come soggetto la rivalità tra Rocky Balboa, il campione italo-americano, e Ivan Drago, il temibile e glaciale sovietico; il film tuttavia lascia nel finale un messaggio di pace.
La serie proseguirà con Rocky V (1990).

## Trama
Filadelfia, 1985: L'Unione Sovietica lancia la sfida al pugilato statunitense presentando l'imponente e glaciale Ivan Drago, detentore della medaglia d'oro olimpica. L'intenzione dei suoi manager è quella di organizzare un incontro con Rocky Balboa, il campione mondiale dei pesi massimi in carica, ma è l'ex detentore del titolo e suo amico Apollo Creed a raccogliere la sfida, desideroso di tornare a combattere dopo un ritiro di cinque anni.
Intuendo la pericolosità dell'avversario, Rocky cerca di convincere Apollo a lasciar perdere ma quando l'amico si dimostra irremovibile accetta suo malgrado di assisterlo all'angolo. L'incontro viene organizzato in grande stile e presentato come un'esibizione amichevole: dopo un primo minuto in cui Apollo sembra avere la brillantezza dei tempi migliori, tuttavia, il sovietico dimostra di avere tutt'altre intenzioni e, grazie alla sua impressionante potenza, mette l'ex campione in grave difficoltà. Al suono della campana Rocky comunica all'amico, vistosamente ferito, che vorrebbe gettare la spugna; Apollo si fa promettere che nonostante tutto non lo farà ma tragicamente, pochi minuti dopo, cade sotto i devastanti colpi dell'avversario proprio mentre Rocky getta la spugna, morendo tra le braccia del pugile.
Finito nella bufera per non aver gettato la spugna ed intenzionato a vendicare l'amico, Rocky accetta di combattere con Drago ma a causa delle tensioni fra i due paesi la federazione pugilistica gli fa sapere che non riconoscerà l'incontro e che quindi lo stesso non assegnerà il titolo; l'incontro viene fissato dal capo delle autorità sovietiche Nicoli Koloff a Mosca nel giorno di Natale e senza nessun premio in denaro per il vincitore. Rocky parte quindi assieme al suo allenatore Tony Evers e al cognato Paulie lasciando a casa il figlio Robert e la moglie Adriana, in disaccordo sulla sua scelta per timore di perderlo.
Giunto al suo alloggio Rocky inizia ad allenarsi sotto la stretta sorveglianza delle guardie del corpo che gli sono state assegnate utilizzando metodi rudimentali mentre Drago ha a disposizione macchinari all'avanguardia e farmaci; poco dopo giunge in Russia anche Adriana, decisa a rimanere accanto al marito in quella che sembra un'impresa disperata. L'incontro si svolge alla presenza di tutta l'Intelligencija sovietica e Drago attacca ferocemente iniziando subito a mettere Rocky in difficoltà: lo "Stallone italiano" mostra tuttavia la sua proverbiale resistenza e al secondo round reagisce e riesce a ferirlo ad un sopracciglio; il sovietico inizia quindi a perdere fiducia anche perché, ogni volta che lo atterra, Rocky si rialza. Il combattimento si protrae fino alla quindicesima ripresa fra il crescente imbarazzo delle autorità e il pubblico, che nel frattempo comincia ad acclamare a gran voce il pugile statunitense che alla fine riesce a battere l'avversario.
Appena concluso l'incontro Rocky prende la parola e pronuncia un discorso in cui si auspica una riconciliazione tra i due popoli venendo alla fine applaudito anche dal premier russo e portato in trionfo dai tifosi e dai suoi cari mentre porta sulle spalle la bandiera a stelle e strisce.

## Produzione
Le scene ambientate in Russia sono state girate nelle zone montane del Nord America, in particolare il Wyoming è stato usato come ambientazione per la distesa ghiacciata dell'Unione Sovietica, la piccola fattoria luogo degli allenamenti di Rocky si trova nella valle di Jackson Hole, il Grand Teton National Park è stato utilizzato per le riprese di molte delle sequenze all'aperto mentre infine il PNE Agrodome di Hastings Park a Vancouver è servito come luogo dell'incontro finale.
Furono fatte audizioni a più di ottomila persone per il ruolo di Ivan Drago. Stallone ha dichiarato che le prime scene dell'incontro tra lui e Dolph Lundgren sono autentiche: Stallone chiese a Lundgren di colpirlo seriamente per rendere il tutto più credibile e Lundgren gli inferse un duro colpo al torace; a seguito di questo evento, Stallone fu ricoverato per otto giorni in terapia intensiva. Al termine della convalescenza Stallone dichiarò che secondo lui Lundgren aveva le capacità atletiche e il talento per combattere come professionista nella categoria pugilistica dei pesi massimi della boxe. Rocky IV è uno dei pochi film di sport che applica effetti sonori genuini e colpi reali.
Durante le riprese Carl Weathers e Lundgren ebbero dei litigi in quanto quest'ultimo aveva esagerato con la forza dei suoi colpi durante una delle scene del film, sbattendo l'avversario contro l'angolo del ring: Weathers decise di rinunciare al film e minacciò di chiamare il suo agente, ma poi Stallone riuscì a far conciliare i due attori. L'evento causò l'interruzione delle riprese per quattro giorni.
Il robot di Paulie esisteva veramente negli anni ottanta: si chiamava SICO ed era stato creato dalla International Robotics Inc. di Robert Doornick per aiutare le persone con autismo; inoltre, come confermato da Roger Ebert, il robot possedeva davvero un'intelligenza artificiale.

## Tematica
Il film vuole essere un confronto tra USA e URSS: la libertà, il sogno americano, in contrapposizione all'oppressione e alla dittatura sovietica. A testimonianza di ciò, le caratterizzazioni e gli atteggiamenti dei vari personaggi, che nel caso dei russi divengono alquanto "robotici". Proprio da questo, muove un altro tema centrale della pellicola: il confronto tra macchine e uomini. Le macchine tecnologiche (oltre al doping) utilizzate negli allenamenti di Drago  (in contrasto con gli allenamenti rudimentali di Rocky) e il robot di Paulie ne sono un esempio.

## Distribuzione
La pellicola è stata presentata in anteprima mondiale a Los Angeles il 21 novembre 1985.

### Data di uscita
Alcune date di uscita internazionali nel corso degli anni sono state:
- 27 novembre 1985 negli Stati Uniti (Rocky IV)[11]
- 19 dicembre 1985 in Australia (Rocky IV)
- 26 dicembre 1985 in Argentina (Rocky IV)[12]
- 17 gennaio 1986 in Brasile (Rocky IV)
- 22 gennaio 1986 in Francia (Rocky IV)[13]
- 30 gennaio 1986 in Italia[14][15]
- 31 gennaio 1986 in Portogallo (Rocky IV) e in Svezia (Rocky IV)
- 13 febbraio 1986 in Norvegia (Rocky IV) e in Germania Ovest ( Rocky IV - Der Kampf des Jahrhunderts)[16]
- 14 febbraio 1986 in Finlandia (Rocky IV)
- 7 marzo 1986 in Spagna (Rocky IV)
- 20 marzo 1986 nei Paesi Bassi (Rocky IV)
- 21 giugno 1986 in Giappone (ロッキー4/炎の友情)

### Censura
Il film, a seconda del paese di proiezione, ha avuto una censura più o meno "severa": è stato vietato ai minori di 12 anni in Islanda, Portogallo, e Corea del Sud; minori di 13 in Argentina; 14 in Brasile; 15 in Norvegia e in Svezia; 16 in Finlandia e in Germania Ovest; 18 in Spagna. Nel Québec è stato valutato G (General Audience), ovvero adatto per tutti, come in Italia (T), e in Messico (A). In Australia per la visione della pellicola da parte di minori di 15 anni è raccomandata la presenza dei genitori, mentre a Singapore, Regno Unito, e Stati Uniti d'America la visione del film da parte dei bambini è consigliata con la presenza di un adulto.

## Director's cut
Nell'agosto 2020 Stallone ha annunciato un'edizione director's cut per celebrare il 35º anniversario del film; il nuovo montaggio contiene quaranta minuti di materiale inedito che sostituiscono alcune scene della versione cinematografica sullo scontro tra Rocky e Drago.
La versione director's cut, intitolata Rocky IV: Rocky vs Drago è stata proiettata per un solo giorno nei cinema statunitensi l'11 novembre 2021 e distribuita digitalmente il giorno dopo.

## Doppiaggio
L'edizione italiana del film è stata diretta da Luciano De Ambrosis, che inizialmente non sapeva come adattare in italiano la frase «I must break you!» («Io devo romperti») con accento russo. Fu il doppiatore Renato Mori (voce di Tony "Duke" Evers nel film) a suggerire di inserire una "i", da cui risultò il famoso «Io ti spiezzo in due!». In questo film Carl Weathers nella parte di Apollo Creed non è più doppiato da Vittorio Di Prima, che aveva sostituito il primo doppiatore di Apollo Elio Zamuto, bensì da Michele Gammino.

## Accoglienza

### Incassi
Il film è stato il più proficuo della serie in patria con un incasso globale di 127,8 milioni di dollari, seguito dal capitolo precedente con 125 milioni. Globalmente ha incassato 300 milioni di dollari, divenendo il film sportivo più proficuo fino al 2009, superato da The Blind Side. Il film ha avuto uno scarso incasso ai botteghini del Blocco orientale. In Russia fu distribuito solo nei primi anni novanta, essendo di ispirazione alquanto "reaganiana".
In Italia fu il secondo film per incassi della stagione 1985-86, dietro un altro film con Stallone, Rambo 2 - La vendetta.

### Critica
Dolph Lundgren ricevette moltissime critiche positive per il ruolo di Ivan Drago, e vinse il Trofeo Marshall per il miglior attore al Festival di cinema di Napierville. Il film vinse anche il Goldene Leinwand in Germania.
Il sito Rotten Tomatoes ha riportato che il 40% delle recensioni professionali ha dato un giudizio positivo sul film.

## Riconoscimenti
- 1986 - Goldene Leinwand
  - Miglior film
- 1985 - Napierville Cinema Festival
  - Miglior attore a Dolph Lundgren
- 2009 - Satellite Award
  - Candidatura per il miglior Blu-Ray nel complessivo insieme a tutti gli altri film della saga per il cofanetto.[22]